# EMI Records
EMI Records Ltd. — британский лейбл звукозаписи, принадлежащий Universal Music Group (UMG). Изначально EMI Records был основан одноимённой музыкальной компанией в 1972 году в качестве её флагманского лейбла и запущен в январе 1973 года в качестве преемника звукозаписывающих компаний Columbia и Parlophone. Позже лейбл стал международным. UMG возродила лейбл в июне 2020 года как преемник Virgin EMI, при этом Virgin Records теперь работает как импринт EMI Records.

## История
Юридическое лицо EMI Records Ltd. было создано в 1956 году как подразделение EMI по производству и распространению записей в Великобритании. Оно курировало различные лейблы EMI, в том числе The Gramophone Co. Ltd., Columbia Graphophone Company и Parlophone.
Глобальный успех EMI в 1960-х был омрачён тем, что компания имела права только на некоторые из своих товарных знаков в некоторых частях мира, в первую очередь на His Master’s Voice и Columbia, в то время как в Северной Америке правами на эти товарные знаки владели RCA Victor Records и американская Columbia Records.
Ситуацию усложняло то, что Columbia начала собственную деятельность в Великобритании путём покупки компании Oriole Records и смены её названия на имя её тогдашней материнской компании CBS, после чего CBS Records International стала весьма серьёзным конкурентом EMI в Великобритании.
В июле 1965 года отдельные лейблы EMI Record были отделены от EMI Records Ltd. и объединены с The Gramophone Company Ltd. 1 июля 1973 года компания Gramophone Co. Ltd. была переименована в EMI Records Ltd. В то же время E.M.I. Records Ltd. была ликвидирована, а её активы были поглощены EMI Records Ltd.
Ранее, 1 января 1973 года, все поп-лейблы The Gramophone Company Ltd. (Columbia, Parlophone, Harvest, Sovereign и Regal) были объединены и ребрендированы как EMI. В дальнейшем EMI Records подписывала контракты с новыми группами и исполнителями, ставшими всемирно успешными: Kraftwerk, Renaissance, Queen, Оливия Ньютон-Джон, Iron Maiden, Кейт Буш, Шина Истон, Pink Floyd и Робби Уильямс (хотя некоторые из этих групп подписывали контракты с разными лейблами в США, а не с лейблом EMI Capitol Records). В 1978 году EMI запустила EMI America Records в качестве своего второго после Capitol лейбла в Соединённых Штатах, а в 1988 году EMI America объединился с дочерним лейблом Manhattan Records, основанным в 1984 году, став EMI Manhattan Records, и, в конечном итоге, EMI USA, после чего был поглощён Capitol в 1989 году. В 1997 году американское подразделение EMI Records было слито с Virgin Records и Capitol.
В 2010 году EMI Records открыл подразделение кантри-музыки EMI Records Nashville, где записывались такие исполнители, как Трой Олсен, Алан Джексон, Келли Баннен и Эрик Чёрч. EMI Records Nashville — дочерний лейбл подразделения Capitol Nashville лейбла Universal Music Group.
Самый плодовитый артист Австралии Слим Дасти подписал контракт с Columbia Graphophone Co. для Regal Zonophone Records в 1946 году и оставался с EMI до своей смерти в 2003 году, продав в Австралии к 2007 году более 7 миллионов пластинок.
Лейбл Virgin EMI Records сохранил использование бренда EMI после того, как Universal Music Group приобрела EMI в сентябре 2012 года, но в остальном он не имеет отношения к старому лейблу, который прекратил свое существование и был переименован в 2013 году в Parlophone Records и теперь является частью Warner Music Group. EMI Christian Music Group был переименован в Capitol Christian Music Group. EMI Classics был продан Warner Music Group в феврале 2013 года. После одобрения регулирующих органов ЕС EMI Classics был поглощён Warner Classics в июле 2013 года. Переиздания релизов до 1997 года на EMI America и EMI Records USA производятся Capitol Music Group (лейбл UMG), американским дистрибьютором Virgin Records и независимым британским дистрибьютором. Дистрибьюторами подавляющего большинства британского каталога EMI Records являются Rhino Entertainment в США и WEA International во всём мире за пределами США.
В Японии Universal Music Japan провела реорганизацию лейбла в феврале 2014 года: более половины бывших артистов EMI Records Japan были переведены на лейбл Nayutawave Records, который был переименован в EMI Records.
У лейбла есть филиал в Индии под названием EMI Records India, которым управляет директор Мохит Сури.
16 июня 2020 года Universal переименовала Virgin EMI Records в EMI Records и назначила президентом Ребекку Аллен (бывший президент лейбла UMG Decca).
В сентябре 2020 года Universal запустила Motown UK под лейблом EMI Records.

### EMI United Kingdom
EMI United Kingdom — это бренд EMI Records, который, несмотря на название, начал деятельность во всём мире примерно в период с 1993 по 1998 год, и использовался в основном для таких групп, как Iron Maiden, Kraftwerk и Pink Floyd, в качестве дочернего импринта Parlophone, EMI Premiere, hEMIsphere, Eminence, EMI Gold и подразделения домашнего видео Picture Music International. В течение 90-х он переиздал альбомы, которые изначально носили лейблы Harvest Records, Columbia Graphophone Company, RAK Records, Regal Zonophone, HMV, Music for Pleasure и Starline. По состоянию на 2013 год каталог EMI UK принадлежит Warner Music Group после приобретения той активов Parlophone Label Group. Напротив, UMG владеет каталогом альбомов Deep Purple с 1972 по 1975 год, изначально изданных на специально созданном для этого на лейбле Purple, в дополнение к их последним альбомам, Abandon и Bananas.